# Sison (gènere)
Sison és un gènere de plantes amb flors dins la família de les apiàcies. Conté dues espècies la que es troba als Països Catalans i altres parts d'Europa té le nom comú de síson (Sison amomum) i es troba només a parts de Catalunya i de la Franja de Ponent (Matarranya).

## Taxonomia
- Sison acaule Sieber ex Steud.
- Sison aegopodioides Spreng.
- Sison amomum L.